# Volcano (Film)
Volcano (Alternativtitel: Volcano – Heißer als die Hölle) ist ein US-amerikanischer Spielfilm aus dem Jahr 1997. Der Regisseur war Mick Jackson, das Drehbuch schrieben Jerome Armstrong und Billy Ray. Die Hauptrollen spielten Tommy Lee Jones und Anne Heche.

## Handlung
Mike Roark leitet das Los Angeles County Office of Emergency Management, welches für den Katastrophenschutz in Los Angeles verantwortlich ist. Er macht gerade Urlaub mit seiner Tochter Kelly, als ein leichtes Erdbeben die Stadt erschüttert. Roark bricht deswegen seinen Urlaub ab und fährt zu seinem Arbeitsplatz. Kurz darauf kommt es in einem Regenwasserkanal unter dem MacArthur-Park zu einem Unfall, bei dem sieben Kanalarbeiter der Stadt getötet werden und ein weiterer nur knapp überlebt. Roark versucht daraufhin erfolglos, den U-Bahn-Abschnitt unter dem MacArthur-Park sperren zu lassen.
Anfangs wird ein versehentlich angebohrtes Dampfrohr als Unglücksursache vermutet, jedoch wird schnell klar, dass die Arbeiter nicht durch Dampf, sondern eine Flamme starben, was Roark und seinen Kollegen, Gator Harris, veranlasst, selbst in den Regenwasserkanal zu klettern. Sie entdecken dort einen Riss im Boden, aus dem plötzlich ein brennender Gasstrahl strömt und beinahe beide tötet. Roark konsultiert daraufhin die Geologin Dr. Amy Barnes und deren Kollegin, Rachel. Weil auch die Temperatur eines Sees im Park binnen weniger Stunden ungewöhnlich stark angestiegen ist, machen beide Geologinnen Roark darauf aufmerksam, dass möglicherweise durch plattentektonische Aktivität Magma direkt unter der Stadt an die Erdoberfläche aufsteigt und einen neuen Vulkan bildet. Ohne konkrete Beweise sind Roark jedoch die Hände gebunden.
In der Nacht klettern Barnes und Rachel in den Regenwasserkanal, um den Riss zu untersuchen. Ohne Vorwarnung wird die Stadt von einem heftigen Erdbeben erschüttert, welches die Stromversorgung unterbricht. Rachel, die sich direkt neben dem Riss befindet, verliert das Gleichgewicht, stürzt in den Riss und wird durch plötzlich austretende heiße Gase getötet. Durch das Erdbeben entgleist eine U-Bahn mit etlichen Passagieren an Bord. Roark, der durch das Erdbeben geweckt wird, will seine Tochter mit dem Auto in Sicherheit bringen, als plötzlich Dampf aus der Kanalisation aufsteigt. Aus den La Brea Teergruben schießen zeitgleich eine schwarze Rauchsäule und Lavabomben empor. Als eine der Lavabomben ein Feuerwehrfahrzeug trifft und umstürzt, versorgt Roark gemeinsam mit der Ärztin Dr. Jaye Calder die Verletzten.
Wenige Minuten später bricht der Vulkan bei den Teergruben an die Erdoberfläche durch und Lava strömt langsam auf den Wilshire Boulevard. Zwei der Feuerwehrmänner, die in dem umgestürzten Wagen eingeklemmt sind, verbrennen in der Lava. Kelly wird durch eine Lavabombe am Bein verletzt und von Calder zum Cedars Sinai Hospital mitgenommen. Die Lava breitet sich, begleitet von einer immensen medialen Berichterstattung, über mehrere Hundert Meter über den Wilshire Boulevard aus.
Unterdessen entdeckt ein Rettungsteam unter Leitung von Stan Olber, dem Chef der Los Angeles Metro, die entgleiste U-Bahn, auf die sich ein Lavastrom zubewegt. Da sich die Türen nicht öffnen lassen, sind die Passagiere noch in den Waggons gefangen und durch die Hitze mittlerweile ohnmächtig. Das Rettungsteam kann die Fahrgäste retten, bevor die Lava die Waggons erreicht. Olber bemerkt, dass der U-Bahn-Fahrer noch fehlt und steigt erneut in die nun bereits brennenden Waggons. Ihm gelingt es, den bewusstlosen Fahrer zu finden und durch die Waggons zu tragen. Mittlerweile hat der Lavastrom die gesamt U-Bahn umspült. Olbers Versuch, vom Waggon aus auf sicheren Boden zu springen, misslingt. Er fällt in den Lavastrom, kann jedoch vor seinem Tod noch den U-Bahn-Fahrer in Richtung des Rettungsteams werfen.
Auf dem Wilshire Boulevard versuchen Roark und Barnes mit der Feuerwehr und dem Katastrophenschutz den Lavastrom zum Stillstand zu bringen. Sie errichten eine Barriere aus Betonblöcken, an der sich der Lavastrom zunächst staut. Feuerwehr und Löschhubschrauber übergießen die Lava mit Tonnen von Wasser, wodurch diese eine Kruste bildet und erstarrt.
Barnes kalkuliert jedoch, dass die Eruption noch nicht überstanden ist und noch eine erhebliche Menge Lava unterirdisch fließt, die beim nächsten Hindernis erneut ausbrechen wird. Den Berechnungen zufolge wird es ausgerechnet beim Cedars-Sinai Krankenhaus zu diesem Ausbruch kommen – genau an der Stelle, wo Roark zuvor seine Tochter und etliche andere Verletzte hintransportieren ließ.
Da die Zeit nicht reicht, um alle Menschen zu evakuieren, trifft Roark die Entscheidung, ein unbewohntes Hochhaus zu sprengen, damit die Trümmer als eine Barriere wirken und den Lavastrom in den Ballona Creek – einen Regenwasserkanal – umleiten. Gerade als sie anfangen zu sprengen, bemerkt Roark, dass seine Tochter und ein kleiner Junge unmittelbar neben dem Hochhaus stehen. Da die Sprengsequenz nicht mehr abgebrochen werden kann, eilt ihnen Roark sofort zu Hilfe. Das Hochhaus stürzt ein und alle drei werden verschüttet. Dank eines Hohlraums am Nachbargebäude können sie nur wenig später leicht verletzt geborgen werden. Roarks Plan hat funktioniert: Der Lavastrom wird blockiert, in den Ballona Creek umgeleitet und ergießt sich schließlich in den Pazifik. Am Schluss fährt Roark mit Barnes und seiner Tochter in den wohlverdienten Urlaub.
Der Film endet mit einem Blick auf die Skyline von Los Angeles und den noch rauchenden Vulkan im Hintergrund. Der eingeblendete Text nennt den Vulkan Mount Wilshire und seinen Status als aktiv.

## Kritik
- Das Lexikon des internationalen Films schrieb, „mangels einer tragfähigen Story, die die Charaktere zu Kinorobotern“ degradiere, „nutzen sich die Spezialeffekte (…) schneller ab, als der Laufzeit des Films lieb sein“ könne.

„NASA-Experten haben unlängst das Sci-Fi-Genre auf die Goldwaage gelegt: die unrealistischsten Szenarios? ‚2012‘, ‚The 6th Day‘ und ‚Volcano‘. Recht haben sie: Die Story ist lachhaft und völlig absurd. Heiße Action, coole Ironie und die ‚schadensfrohe‘ Zerstörungsorgie machen aber dennoch Laune – ist ja nur ein Film. – Magma cum laude – dank Fehlertoleranz.“

## Auszeichnungen
Die Deutsche Film- und Medienbewertung FBW in Wiesbaden verlieh dem Film das Prädikat wertvoll.
Der Film wurde in der Rubrik Rücksichtsloseste Missachtung von Menschenleben und öffentlichem Eigentum für die Goldene Himbeere 1998 nominiert.